# Göran Redin
Göran Redin, född 1964  är en svensk författare, bloggare och  civilingenjör.

## Biografi
Göran Redin växte upp utanför Björsäter norr om Åtvidaberg. Han utbildade sig till ingenjör och arbetar som projektledare.
Han skriver sina böcker på fritiden. Han har också en blogg där han skriver mest om historia.